# Musée Régional d'Archéologie et d'Histoire de Visé et Centre de documentation historique
Het Musée Régional d'Archéologie et d'Histoire de Visé et Centre de documentation historique (MAHVI) (Streekmuseum voor archeologie en geschiedenis van Visé en Geschiedkundig documentatiecentrum) is een museum en documentatiecentrum, gelegen aan Rue des Récollets 1 te Visé.
Sedert 1990 is dit museum hier gevestigd.

## Museum
Het museum omvat vier zalen:
- Archeologie. Dit betreft de ondergrond; de prehistorische geschiedenis; de vuursteenindustrie; het Gallo-Romeinse tijdvak; de oversteek van de Maas vanaf de 5e eeuw; het Merovingische tijdvak; grafstenen en dergelijke; moderne archeologie en het uiterlijk van het oude Visé.
- Architectuur en verwante zaken. Omvat de ontwikkeling van de streek vanaf het jaar 1000; oude landkaarten; religieuze, civiele en adellijke architectuur; genealogie en heraldiek.
- Geschiedenis, folklore en schone kunsten. Over de kapittelkerk en het stadhuis van Visé; bekende persoonlijkheden van Visé; munten en medailles; van Romaanse naar Maaslandse bouwstijl; de edelsmid Bertholet Labeen de Lambermont; metaalindustrie; de Steenkolenmijn van Hasard; folkloristische tradities; Visé voor de verwoesting van 1914; de wederopbouw; plaatselijke kunstenaars.
- Wapenzaal. Dit betreft de militaire geschiedenis; de omwallingen; het Beleg van Maastricht (1673); de schuttersgilden (arbalétriers (kruisboogschutters) en arquebusiers (haakbusschutters); Eerste en Tweede Wereldoorlog; de kastelen waaronder het Kasteel van Argenteau.

## Grammofoons
Er is een collectie van fonografen en grammofoons, voortgekomen vanuit een private verzameling, waarin de evolutie vanaf 1877 tot 1940 van dergelijke apparaten wordt getoond. Ook zijn er oude wasrollen en grammofoonplaten.

## Overige activiteiten
Er zijn wisselende tentoonstellingen, er wordt een tijdschrift (Rendez-Vous de l'Histoire) uitgegeven, er is een nieuwswebsite en er is een documentatiecentrum aan het museum verbonden.